# Енрико Берлингвер
Енрико Берлингвер (итал. Enrico Berlinguer; Сасари, 25. мај 1922 — Падова, 11. јун 1984) био је италијански политичар и секретар Италијанске комунистичке партије.

## Биографија
Рођен је 1922. године у Сасарију на Сардинији. Године 1937, почео је да сарађује са сардинијским антифашистима, а 1943. постао је члан КП Италије и био секретар партијског комитета у Сасарију. У Салерну, његов отац га је упознао с тадашњим вођом КПИ, Палмиром Тољатијем. Тољати га је узео за штићеника и помогао му да напредује у КПИ.
Већ 1945, Берлингвер је постао члан Централног комитета КПИ. Године 1957, постао је секретар Међународне федерације демократске омладине, међународне комунистичке омладинске организације. Године 1968, био је изабран за партијског посланика изборног округа Рим. Наредне године постао је заменик секретара Партије (тадашњи секретар ИКП био је Луиђи Лонго). Године 1969, на конференцији комунистичких партија у Москви, Берлингвер је одбацио линију подупирања интервенције Варшавског пакта у Чехословачкој годину раније. Интервенцију је био описао као „трагедију у Прагу“.
Лонго је 1972. дао оставку на функцију секретара ИКП због слабог здравља, а наследио га је Енрико Берлингвер. Године 1973, доживео је саобраћајну несрећу приликом посете Бугарској. Тада је написао три значајна чланка у којима је представио стратегију тзв. Историјског компромиса, односно пристанак на коалицију Италијанске комунистичке партије и Демохришћанске странке, двеју најјачих паетија у Италији, чиме би била осигурана дуготрајна политичка стабилност. Године 1975, посетио је Јоспиа Броза Тита, а 1976. у Москви истакнуо потребу за развојем плуралистичког система међу комунистичким партијама, без хегемоније КПСС-а. Године 1977, на састанку са секретаром Комунистичке партије Шпаније, Сантијагом Кариљом, и секретаром КП Француске, Жоржом Маршеом, коначно су биле утврђене тезе Еврокомунизма.
Током Берлингверовог мандата, ИКП је остала утицајна, а најјача је била у Тоскани и Емилији Ромањи.
Године 1980, ИКП је осудила совјетску интервенцију у Авганистану, што је означило коначни раскид италијанских комуниста са совјетским комунистима. Италијански комунисти су наредне године критиковали и стање у Пољској.
Берлингвер је умро ненадано, 11. јуна 1984, након појаве крварења у мозгу три дана раније. Више од милион људи присуствовало је његовој сахрани, што је био један од највећих спровода икад одржаних у Италији.